# Lars Larsson (racerförare)
Lars Christer Larsson, född 11 december 1965, är en före detta rallycrossförare från Sverige. Han brukar kallas "Lasse" eller ibland "Stinsen".

## Karriär
Larsson startade sin rallycrosskarriär i SM i rallycross och vann 1996, 1997 och 1998. Han tog sig vidare till FIA European Rallycross Championship 2000 där han körde en Audi A4 i division 1 för sitt eget team. Hans stora genombrott kom 2006 när han bröt Kenneth Hansens dominans och med tre poängs övertag vann division 1-titeln i en Škoda Fabia. Året därpå försvarade han titeln mot Hansen, som slutade tvåa igen.

## Pensionering
Larsson gick i pension efter säsongen 2007 och började arbeta med familjens åkeri i Svenljunga. Hans son Robin tävlar fortfarande och har nått stora framgångar. 

## Tävlingsresultat

### Slutgiltiga resultat från FIA European Rallycross Championship

#### Division 1
| Year | Entrant            | Car             | 1        | 2        | 3        | 4       | 5       | 6        | 7        | 8        | 9      | 10     | 11    | ERX  | Points |
| ---- | ------------------ | --------------- | -------- | -------- | -------- | ------- | ------- | -------- | -------- | -------- | ------ | ------ | ----- | ---- | ------ |
| 2000 | Larsson Motorsport | Audi A4 T16     | POR      | FRA      | CZE 8    | SWE 10  | BEL NC  | NED NC   | NOR 16   | POL 9    | GER NC |        |       | 10th | 47     |
| 2001 | Larsson Motorsport | Audi A4 T16     | FRA (14) | POR      | AUT 10   | CZE 9   | SWE 10  | BEL (15) | NED      | NOR 4    | POL 11 | GER 4  |       | 10th | 54     |
| 2002 | Larsson Motorsport | Audi A4 T16     | POR 3    | FRA 2    | AUT 3    | CZE (6) | SWE DSQ | BEL 4    | NED 11   | NOR (12) | POL 3  | GER 11 |       | 5th  | 87     |
| 2003 | Larsson Motorsport | Audi A4 T16     | POR 5    | FRA (14) | AUT 9    | CZE 2   | SWE 3   | BEL 8    | NED (11) | NOR 6    | POL 1  | GER 4  |       | 5th  | 105    |
| 2004 | Toveks Racing      | Škoda Fabia T16 | POR (11) | FRA 3    | CZE 10   | AUT 7   | NOR 7   | SWE 6    | BEL (8)  | NED 8    | POL 1  | GER 4  |       | 6th  | 95     |
| 2005 | Toveks Racing      | Škoda Fabia T16 | FRA (NC) | POR 2    | AUT 2    | CZE 2   | NOR 4   | SWE 5    | BEL (16) | NED 4    | POL 5  | GER 3  |       | 4th  | 116    |
| 2006 | Toveks Racing      | Škoda Fabia T16 | POR 2    | FRA 1    | CZE 5    | AUT 2   | SWE (6) | HUN 6    | BEL 1    | NED (11) | NOR 5  | POL 1  | GER 5 | 1st  | 143    |
| 2007 | Toveks Racing      | Škoda Fabia T16 | POR 1    | FRA 9    | HUN (NC) | AUT 4   | SWE 1   | NOR 3    | BEL (5)  | NED 3    | POL 1  | CZE 1  |       | 1st  | 131    |